# Dendrophthora meridana
Dendrophthora meridana är en sandelträdsväxtart som beskrevs av Kuijt. Dendrophthora meridana ingår i släktet Dendrophthora och familjen sandelträdsväxter. Inga underarter finns listade i Catalogue of Life.